# Wereldbond van Hervormde/Gereformeerde Kerken
De Wereldbond van Hervormde/Gereformeerde Kerken (WHGK) was een christelijke organisatie van meer dan 200 kerken die hun oorsprong vinden in de 16e-eeuwse reformatie. De Engelse naam luidde: World Alliance of Reformed Churches (WARC). Het hoofdkwartier bevond zich in de Zwitserse stad Genève.
Tot de leden behoorden 
- in Nederland: de Protestantse Kerk in Nederland (tot 2004 de Hervormde Kerk en GKN), de Remonstrantse Broederschap en de Bond van Vrije Evangelische Gemeenten.
- in België: de Verenigde Protestantse Kerk.

In 2010 ging de WHGK samen met de Gereformeerde Oecumenische Raad op in de World Communion of Reformed Churches (WCRC) (Wereldgemeenschap van gereformeerde/hervormde kerken).